# Kyaxarés
Kyaxarés (íránsky Uvachšatra; vládl asi 625 př. n. l. – 585 př. n. l.) byl předposlední král Médské říše, kterou za vlády jeho nástupce Astyaga obsadila Perská říše.
Za jeho vlády se mu podařilo ukončit skytskou nadvládu roce 616 př. n. l. Médie dosáhla v tomto období jednoho z vrcholů svého rozkvětu. Roku 617 př. n. l. napadl Asýrii, dobyl město Aššúr a uzavřel spojenectví s babylónským králem Nabopolasarem, které potvrdily svatbou dětí obou králů. Médsko-babylónské vojsko v roce 612 př. n. l. obsadilo Ninive a ovládlo tak severní Mezopotámii. Podařilo se mu tak zničit Asyrskou říši, která byla jejich úhlavním nepřítelem. Po bojích s Lýdií se hranicí mezi Lýdií a Médií stala řeka Halys (dnes Kızılırmak). Známý je příběh, jak se tu v posledním roce své vlády střetl Kyaxarés s lýdským králem Alyattem II., při úplném zatmění Slunce 28. května 585 př. n. l., které přimělo obě strany k míru.